# Ле, Кунг
Кунг Ле (вьет. Lê Cung; род. 25 мая 1972 года, Сайгон) — американский боец смешанных боевых искусств, кикбоксер, актёр и каскадёр (также продюсер, режиссёр и автор сценария нескольких фильмов) вьетнамского происхождения. Бывший чемпион мира по MMA в среднем весе по версии Strikeforce. Бывший чемпион мира по кикбоксингу в полутяжелом весе по версии IKF.

## Карьера в смешанных единоборствах

### Strikeforce
Ле дебютировал в смешанных единоборствах на турнире Strikeforce: Shamrock vs. Gracie 10 марта 2006 года в павильоне HP в Сан-Хосе, нокаутировав соперника по кикбоксингу Майка Олтмена на отметки 3:51 первого раунда. Ле впервые встретился с Олтменом в Сан-Хосе в 1999 году в поединке по кикбоксингу, где он победил Альтмана ударом по корпусу в третьем раунде. Три месяца спустя Ле нокаутировал  ветерана KOTC Брайана Уоррена. На турнире Strikeforce: Triple Threat 8 декабря 2006 года Ле победил ветерана UFC Джейсона Фон Флю.
22 июня 2007 года Ле на турнире Strikeforce: Shamrock vs. Baroni нокаутировал Тони Фрикланда. 16 ноября на турнире Strikeforce: Four Men Enter, One Man Survives ударом в корпус победил Сэма Моргана, тем сам получив шанс сразится за титул чемпиона Strikeforce в среднем весе.
29 марта 2008 года Ле победил ветерана ММА Фрэнка Шэмрока в бою, организованном совместно Strikeforce и EliteXC в павильоне HP в Сан-Хосе. После 3 раунда Шемрок отказался от продолжения боя из-за перелома руки. Ле был объявлен чемпионом Strikeforce в среднем весе.

## Достижения в MMA
- Strikeforce
  - Чемпион Strikeforce в среднем весе (один раз).
  - Большее количество финишей в истории Strikeforce (7).
  - Большее количество нокаутов в истории Strikeforce (7).
- Ultimate Fighting Championship.
  - Лучший бой вечера (один раз).
  - Лучший нокаут вечера (один раз).
- MMAFighting.com.
  - Нокаут года (2012) против Рича Франклина.
- Inside MMA.
  - Лучший бой 2008 года премии Bazzie против Фрэнка Шемрока.

## Статистика в смешанных единоборствах
| Боёв 12  | Побед 9 | Поражений 3 |
| -------- | ------- | ----------- |
| Нокаутом | 8       | 3           |
| Сдачей   | 0       | 0           |
| Решением | 1       | 0           |

| Результат | Рекорд | Соперник        | Способ                                          | Турнир                                        | Дата            | Раунд | Время | Место             | Примечание                                                                                  |
| --------- | ------ | --------------- | ----------------------------------------------- | --------------------------------------------- | --------------- | ----- | ----- | ----------------- | ------------------------------------------------------------------------------------------- |
| Поражение | 9–3    | Майкл Биспинг   | Техническим нокаутом (удар коленом и добивание) | UFC Fight Night: Bisping vs. Le               | 23 августа 2014 | 4     | 0:57  | Макао, САР, Китай |                                                                                             |
| Победа    | 9–2    | Рич Франклин    | KO (удар)                                       | UFC on Fuel TV: Franklin vs. Le               | 10 ноября 2012  | 1     | 2:17  | Макао, САР, Китай | Лучший нокаут вечера; нокаут года (2012).                                                   |
| Победа    | 8–2    | Патрик Коте     | Решением (единогласным)                         | UFC 148                                       | 7 июля 2012     | 3     | 5:00  | Лас-Вегас, США    |                                                                                             |
| Поражение | 7–2    | Вандерлей Силва | Техническим нокаутом (удары коленями и руками)  | UFC 139                                       | 19 ноября 2011  | 2     | 4:49  | Сан-Хосе, США     | Лучший бой вечера.                                                                          |
| Победа    | 7–1    | Скотт Смит      | Нокаутом (удар ногой в корпус)                  | Strikeforce: Fedor vs. Werdum                 | 26 июня 2010    | 2     | 1:46  | Сан-Хосе, США     |                                                                                             |
| Поражение | 6–1    | Скотт Смит      | KO (удары)                                      | Strikeforce: Evolution                        | 19 декабря 2009 | 3     | 3:25  | Сан-Хосе, США     |                                                                                             |
| Победа    | 6–0    | Фрэнк Шемрок    | Техническим нокаутом (перелом руки)             | Strikeforce: Shamrock vs. Le                  | 29 марта 2008   | 3     | 5:00  | Сан-Хосе, США     | Завоевал титул чемпиона Strikeforce в среднем весе. Позже освободил титул. Бой года (2008). |
| Победа    | 5–0    | Сэм Морган      | Нокаутом (удар ногой в корпус)                  | Strikeforce: Four Men Enter, One Man Survives | 16 ноября 2007  | 3     | 1:58  | Сан-Хосе, США     |                                                                                             |
| Победа    | 4–0    | Тони Фрикланд   | Нокаутом (удар)                                 | Strikeforce: Shamrock vs. Baroni              | 22 июня 2007    | 3     | 0:25  | Сан-Хосе, США     |                                                                                             |
| Победа    | 3–0    | Джейсон Фон Флю | Техническим нокаутом (остановка доктором)       | Strikeforce: Triple Threat                    | 8 декабря 2006  | 1     | 0:43  | Сан-Хосе, США     |                                                                                             |
| Победа    | 2–0    | Брайан Уоррен   | KO (удары)                                      | Strikeforce: Revenge                          | 9 июня 2006     | 1     | 4:19  | Сан-Хосе, США     |                                                                                             |
| Победа    | 1–0    | Майк Олтмен     | нокаут (удар)                                   | Strikeforce: Shamrock vs. Gracie              | 10 марта 2006   | 1     | 3:51  | Сан-Хосе, США     |                                                                                             |

## Фильмография
| Год  | Фильм                                  | Роль            | Примечания                                              |
| ---- | -------------------------------------- | --------------- | ------------------------------------------------------- |
| 1997 | Sleight of Hand                        | Виктор          |                                                         |
| 2001 | «Крутой Уокер: Правосудие по-техасски» | сам себя        | ТВ-сериал, эпизод: "Legends"                            |
| 2004 | Kwoon                                  | Mort Ission     | Direct-to-video                                         |
| 2006 | Dark Assassin                          | Ассасин         |                                                         |
| 2007 | «Ближний бой»                          | Эрик            | Казахстан                                               |
| 2009 | «Бой без правил»                       | Дракон Ли       |                                                         |
| 2009 | «Пандорум»                             | Мэн             |                                                         |
| 2009 | «Телохранители и убийцы»               | Ша Чжэньшань    |                                                         |
| 2009 | «Теккен»                               | Маршалл Ло      |                                                         |
| 2010 | «Настоящая легенда»                    | Лидер ополчения |                                                         |
| 2010 | «Морская полиция: Лос-Анджелес»        | Сам себя        | ТВ-сериал, эпизод: "Hand-to-Hand"                       |
| 2012 | Глаза дракона                          | Райан Гонг      |                                                         |
| 2012 | «Железный кулак»                       | Бронзовый лев   |                                                         |
| 2013 | «Великий мастер»                       | Tiexieqi        |                                                         |
| 2014 | The Ultimate Fighter: China            | Ментор          | Реалити ТВ-сериал                                       |
| 2014 | Puncture Wounds                        | Джон Нгуен      |                                                         |
| 2015 | «В пустыне смерти»                     |                 | ТВ-сериал                                               |
| 2015 | «Гавайи 5.0»                           | Член якудза     | ТВ-сериал, эпизод "Pa'a Ka 'ipuka I Ka 'Upena Nananana" |
| 2017 | Savage Dog                             |                 | Вместе со Скоттом Эдкинсом и Марко Сарором              |
| 2017 | «Безопасность»                         |                 |                                                         |
| 2017 | «Охранник»                             | Мертвые глаза   |                                                         |